# George Thomas Staunton
Sir George Thomas Staunton (Salisbury, 1781. május 26. – London, 1859. augusztus 10.) brit utazó, diplomata, politikus, orientalista, sinológus.

## Élete és munkássága
George Thomas Staunton a brit diplomata, orientalista Sir George Leonard Staunton báró (1737-1801) fia, aki 1792-ben elkísérte apját Kínába, aki a Macartney-féle követség tagja volt. Később Lord George Macartney (1737–1806) titkáraként is dolgozott. A három évig tartó utazás alatt George Thomas Staunton kiválóan megtanult kínaiul, és alapos ismereteket szerzett a térségről. 1798-ban kibezték a Brit Kelet-indiai Társaság kantoni gyárának vezetőjévé. 1903 áprilisában a Royal Society tagjai közé választotta. 1805-ben lefordította George Pearson (1751–1828) művét kínaira, amely nagyban hozzájárult a védőoltások kínai bevezetéséhez. 1810-ben angolra fordította a Nagy Csing Törvénykönyvet (Ta Csing lü lie 《大清律例》) Fundamental Laws of China címen, majd élete során további jelentős munkái jelentek meg Kínával kapcsolatban.

## Főbb művei
- The fundamental laws of China. London, 1810
- Narrative of the Chinese embassy to the Khan of the Tourgouth Tartars in the years 1712, 1713, 1714, and 1715. London (1822)
- Miscellaneous notices relating to China and the British commercial intercourse with that country. London (1822)
- Notes of Proceedings and Occurrences during the British Embassy to Peking. London (1824)